# Nul n'est censé ignorer la loi
Nul n'est censé ignorer la loi (latin : Nemo jus ignorare censetur ou Ignorantia juris non excusat) est un principe juridique qui empêche une personne de se défendre d'avoir commis une faute civile ou une infraction pénale en disant qu'elle ne connaissait pas la loi. Il n'est donc pas une excuse de plaider l'ignorance des lois, sauf dans quelques rares exceptions.

## Problème de la complexité du droit
Cependant, la complexité du droit fait en sorte que de nos jours, peu de gens connaissent réellement les tenants et aboutissants des règles de droit dans leur ensemble. En ce sens, l'expression relève de la fiction juridique. Pour une entreprise qui conclut quotidiennement des contrats avec des clients ou qui doit se conformer à des réglementations municipales, provinciales/territoriales, nationales, étrangères, supranationales ou internationales, l'obligation de se conformer à toutes les lois et à tous les règlements peut être une tâche très difficile. Pour cette raison, la solution adoptée par la plupart des grandes entreprises est de recourir à des avocats spécialisés dans la mise en conformité pour faire en sorte que l'entreprise respecte au quotidien les lois et règlements auxquels elle est assujettie. Accessoirement, des individus peuvent aussi consulter un avocat avant de faire ou de ne pas faire quelque chose qui a des incidences juridiques.

## Exceptions au principe
Le droit de certains pays peut prévoir des exceptions au principe que nul n'est censé ignorer à la loi.

### Canada

#### Droit de compétence fédérale
En droit pénal canadien, le principe que l'ignorance de la loi n'est pas une excuse est codifié à l'article 19 du Code criminel. Cependant, le moyen de défense de l'erreur provoquée par une personne en autorité est une exception au principe que nul n'est censé ignorer la loi, d'après l'arrêt R. c. Jorgensen. Ce moyen intervient notamment lorsqu'une entreprise a consulté une personne ayant d'importantes responsabilités au sein d'un ministère, qu'elle s'est fiée à ses conseils erronés lorsqu'elle a effectué l'action et qu'elle a ensuite été accusée d'une infraction pénale. L'arrêt Lévis (Ville) c. Tétreault de la Cour suprême du Canada réaffirme cette règle.
En  droit fédéral canadien, l'article 11 (2) de la Loi sur les textes réglementaires  dispose que personne ne peut être condamnée pour violation d'un règlement qui, au moment du fait reproché, n'était pas publié, sauf si le règlement était soustrait à l'obligation de publication ou s'il comporte une disposition prévoyant l'antériorité de sa prise d'effet par rapport à sa publication.

#### Droit québécois
En vertu de l'article 19 de la Loi sur les règlements, « lorsqu’un règlement entre en vigueur conformément à l’article 18, une personne ne peut être condamnée pour une infraction commise à l’encontre de ce règlement entre la date d’entrée en vigueur et le quinzième jour qui suit celle de sa publication à la Gazette officielle du Québec, à moins qu’il ne soit prouvé que les personnes susceptibles d’être visées par le règlement pouvaient en prendre connaissance avant la commission de l’infraction ».
En droit administratif québécois, l'arrêt P.C. c. Québec (Procureur général) a conclu que « l’ignorance de la loi ne peut à elle seule, dans le contexte d’une loi rémédiatrice, constituer un refus d’accorder des prestations ».
En procédure civile québécoise, un justiciable qui ignore les délais de rigueur de la procédure civile peut faire valoir son impossibilité d'agir à la suite de l'erreur administrative de son avocat.

### États-Unis
En vertu du droit fiscal pénal fédéral américain, l'élément de volonté requis par les dispositions de l'Internal Revenue Code a été jugé par les tribunaux comme correspondant à une « violation volontaire et intentionnelle d'une obligation légale connue » en vertu de laquelle une « croyance véritable de bonne foi fondée sur un malentendu causé par la complexité de la législation fiscale » est une défense juridique valable. Cheek v. United States,,.
Dans Lambert v. California (1957), la Cour suprême des États-Unis a statué qu'une personne qui n'est pas au courant d'une loi malum prohibitum (en) ne peut être reconnue coupable de l'avoir violée s'il n'y avait aucune probabilité qu'elle ait pu savoir que la loi existait. Il a ensuite été décidé dans United States v. Freed (1971) que cette exception ne s'applique pas lorsqu'une personne raisonnable s'attendrait à ce que ses actions soient réglementées, comme lorsqu'elle possède des stupéfiants ou des armes dangereuses.
Dans Heien v  North Carolina (2014), la Cour suprême a statué que même si un policier croit à tort qu'une personne a enfreint la loi en raison d'une mauvaise compréhension de la loi, le « soupçon raisonnable » de l'agent qu'une loi était enfreinte ne viole pas le quatrième amendement de la Constitution.

### France
L'article 4 du décret-loi du 5 novembre 1870 sur la promulgation des lois prévoyait un tempérament au principe selon lequel nul n'est censé ignorer la loi : en matière contraventionnelle, les contrevenants pouvaient alléguer l'ignorance dans les trois jours suivant la promulgation du texte,. Cette disposition a été supprimée par l'ordonnance du 20 février 2004 sur la promulgation des normes juridiques. Aujourd'hui, l'article 122-3 du Code pénal dispose que l'erreur de droit que la personne accusée n'était pas en mesure d'éviter est une cause d'irresponsabilité pénale. Lors des travaux préparatoires à cette disposition, deux cas ont été évoqués : celui du renseignement erroné donné par une autorité administrative et celui du défaut de publication du texte prévoyant l'infraction.